# William Heirens
William George Heirens (15 de noviembre de 1928 - 5 de marzo de 2012) fue un criminal americano y asesino en serie, quien confesó haber cometido tres asesinatos en 1946, por los que fue condenado. Heirens fue llamado El asesino del labial luego de un llamativo mensaje garabateado con labial en una de las escenas del crimen. Para el momento de su muerte, Heirens era considerado el prisionero más longevo de Illinois, habiendo pasado 65 años en prisión.
Pasó los últimos años de su sentencia en el Centro Correccional Dixon en Dixon, Illinois. Aunque estuvo encarcelado hasta su muerte, Heirens se había retractado de su confesión y afirmó ser víctima de coerción en el interrogatorio y brutalidad policial.
Charles Einstein escribió una novela llamada The Bloody Spur acerca de Heirens, publicada en 1953, que fue adatada en la película  While the City Sleeps de Fritz Lang, en 1956.
El 5 de marzo de 2012, Heirens falleció a la edad de 83 años en el Centro Médico de la Universidad de Illinois, a causa de complicaciones derivadas de la diabetes.
Su historia fue el tema de un episodio de la serie documental A Crime to Remember, de Investigation Discovery en 2018.

## Biografía
Heirens creció en Lincolnwood, un suburbio de Chicago, Illinois. Era hijo de George y Margaret Heirens. George Heirens era hijo de inmigrantes de Luxemburgo y Margaret era ama de casa. Su familia era pobre y sus padres discutían incesantemente, llevando a Heirens a vagar por las calles para evitar escucharlo. Se inclinó por la vida delictiva, admitiendo luego que robaba por diversión y para liberar tensiones. Nunca vendía lo que robaba.
A los 13 años, Heirens fue arrestado por posesión de un arma. Una subsecuente búsqueda en el hogar de los Heirens descubrió varias armas robadas escondidas en el cobertizo del techo de un edificio cercano, junto con abrigos, trajes, cámaras, radios y joyas que había robado. Heirens confesó 11 invasiones y fue enviado varios meses a la Escuela Gibault para jóvenes rebeldes.
Poco después, fue arrestado por hurto y sentenciado a tres años en la Academia Saint Bede, donde fue un estudiante excepcional. Fue aceptado en el programa de aprendizaje especial de la Universidad de Chicago, justo antes de su liberación en 1945 a los 16 años de edad.
Para pagar por sus gastos, trabajó varias noches a la semana como portero y como docente; también retomó las invasiones.
Un compañero de clases recordó que era popular con las chicas.

## Crímenes

### Josephine Ross
El 5 de junio de 1945, el cuerpo de Josephine Ross, de 43 años de edad, fue hallado sin vida en su apartamento de Chicago. Fue apuñalada repetidamente y su cabeza estaba envuelta en un vestido. Tenía cabellos oscuros agarrados con su mano. Objetos de poco valor fueron tomados del apartamento. La policía no pudo identificar un supuesto hombre de cabello oscuro saliendo del edificio.

### Frances Brown
El 10 de diciembre de 1945, Frances Brown fue hallada en su apartamento con un cuchillo clavado en su cuello y una herida de bala en la cabeza. No se llevaron nada, pero en una pared había un mensaje escrito con lápiz labial: "Por dIOs aTrápenme AnTes Que Mate otra Vez No pUedo controLarmE"
La policía encontró la mancha de huella dactilar ensangrentada en la manilla de la puerta principal. Un testigo escuchó disparos cerca de las 4 a. m., y el vigilante nocturno del edificio dijo que un hombre de mirada nervioso de entre 35 y 40 años y de unos 140 libras (63 Kg), usó el ascensor y salió del edificio cerca de esa hora. En un punto, la policía de Chicago anunciaron que tenían razones para creer que el asesino era una mujer.

### Suzanne Degnan
El 7 de enero de 1946, Suzanne Degnan, de 6 años de edad, se declaró desaparecida de su habitación en la planta alta de su casa en Edgewater, Chicago. La policía encontró una escalera afuera de su ventana y una nota de rescate: "Tengan listos $20,000 y esperen mi contacto. No avisen a la policía o al FBI. Billetes de 5 y 10. Quemen esta nota por su seguridad". Un hombre llamó repetidamente a la residencia Degnan exigiendo el rescate.

El alcalde de Chicago, Edward Kelly, también recibió una nota:
Esto es para decirte cuanto lamento no tener a la vieja [sic] Degnan en lugar de su hija. Roosevelt y la OPA hacen sus propias reglas. ¿Por qué no podría yo hacerlo y mucho más?
Para el momento, había una huelga nacional de empacadores de carne y la Oficina de Administración de Precios (OPA) estaban en conversaciones para mantener el racionamiento de productos lácteos. Degnan era un ejecutivo de la OPA transferido recientemente a Chicago. A otro ejecutivo de la OPA recientemente se le habían asignado guardias de seguridad luego de recibir amenazas contra sus hijos y, en Chicago, un hombre ligado al mercado negro de la carne había sido decapitado. La policía consideró la posibilidad de que el asesino de Degnan fuera un empacador de carne.
A raíz ce una pista anónima, la policía encontró la cabeza de Degnan en una cloaca a una cuadra de la residencia familiar, su pierna derecha en una alcantarilla, su torso en un desagüe pluvial y su pierna izquierda en otro drenaje. Sus brazos fueron hallados un mes después en otra cloaca, luego de que sus otros restos ya había sido sepultados. Se encontró sangre en las tuberías del cuarto de lavado del sótano de un edificio cercano.
La policía interrogó a cientos de personas, administró pruebas de polígrafo a cerca de 170 y varias veces afirmó haber capturado al asesino, aunque todas fueron liberadas finalmente.

#### Testigos
El forense modificó la hora de muerte de entre las 12:30 y 1:00 a. m. y estableció que un cuchillo muy filoso había sido usado con mucha pericia para desmembrar el cuerpo. Cerca del hogar de los Degnans se ubicó un cuarto de lavado en un sótano, en el que aparentemente Degnan había sido desmembrada, aunque se determinó que ya estaba muerta cuando la llevaron allí. Un experto forense determinó que el asesinato era "un hombre que trabajaba en una profesión que requería el estudio de anatomía o uno con experiencia en disecciones... ni el médico promedio podría ser tan hábil, tendría que ser un carnicero"; el forense agregó que "fue un trabajo muy limpio sin ningún tipo de trucos."

#### Arresto de Hector Verburgh
Hector Verburgh, de 65 años de edad, conserje del edificio donde vivía Degnan, fue arrestado y procesado como sospechoso. La policía dijo a la prensa "Este es el hombre", a pesar de las discrepancias entre el perfil de Verburgh y lo que la policía había desarrollado respecto a las habilidades del asesino, incluyendo el conocimiento quirúrgico o la experiencia como carnicero. La policía acotó que Verburgh había frecuentado la llamada "habitación del crimen" y el estado mugriento de la nota de rescate sugerían que había sido escrita por una mano sucia como la del conserje. La policía instigó a la esposa de Verburgh a implicarlo en el asesinato.

La policía retuvo a Verburgh por 48 horas de interrogatorios y golpizas que lo hirieron gravemente, incluyendo un hombro dislocado. Pasó diez días en el hospital. Durante todo ese tiempo, Verburgh negó estar involucrado en el asesinato. El abogado del sindicato de conserjes aseguró la liberación de Verburgh con una petición de habeas corpus. Verburgh habló de la experiencia:
Oh, me colgaron, me vendaron los ojos... no puedo levantar los brazos, me duelen. Me dejaron las esposas puestas durante muchas horas. Me metieron a la celda y me vendaron los ojos. Me esposaron con las manos detrás de mi espalda y me elevaron con barras hasta que solo mis dedos tocaban el piso. Sin comida. Iré al hospital. Oh, me siento tan mal. Un poco más y hubiese confesado cualquier cosa.
Se determinó que Verburgh, inmigrante belga, no podía escribir bien en inglés como para haber redactado la nota de rescate tan cruel. Demandó con éxito al Departamento de Policía de Chicago por $15,000 ($241,869 en 2024) y su esposa recibió $5,000 ($80,623 en 2024).

#### Investigación de Sidney Sherman
Otra pista falsa destacada fue la de Sidney Sherman, un Marine recién dado de baja que había servido en la Segunda Guerra Mundial. La policía había encontrado cabellos rubios en la parte trasera del edificio de los Degnan y cerca había un cable que las autoridades sospecharon que pudo haber sido usado como garrote para estrangular Suzanne Degnan. En las inmediaciones había un pañuelo, que la policía sospechaba que pudo haber sido usado como mordaza para mantener callada a Degnan. En el pañuelo había una identificación que indicaba: S. Sherman. La policía esperaba que el asesino quizás lo haya dejado por error. Revisaron registros militares y encontraron que un Sidney Sherman vivía en el Hyde Park del YMCA. La policía lo buscó para interrogarlo, pero descubrieron que había dejado la residencia sin avisar y había renunciado a su empleo sin cobrar el último cheque.
Se desató una cacería nacional y Sherman fue hallado cuatro días más tarde en Toledo, Ohio. Negó ser el dueño del pañuelo y explicó en el interrogatorio que se había escapado con su novia. Sherman superó la prueba del polígrafo y más tarde fue liberado. El verdadero dueño del pañuelo, Seymour Sherman de la ciudad Nueva York, finalmente fue encontrado. Estaba fuera del país cuando Degnan fue asesinada y no sabía por qué el pañuelo fue hallado en Chicago. La presencia del pañuelo fue determinada como una coincidencia.

#### Llamadas por recompensa
Luego de la desaparición de Suzanne Degnan, la residencia Degnan recibió llamadas exigiendo rescate. Un niño llamado Theodore Campbell contó que un adolescente de nombre Vincent Costello, había asesinado a Degnan. Costello, que vivía a solo unas cuadras de los Degnans, había sido apresado por asalto a mano armada a los 16 años y enviado a un reformatorio. Campbell dijo que Costello admitió secuestrar y matar a Degnan y le había pedido que hiciera llamadas a los Degnans. Costello fue arrestado, por las pruebas de polígrafo indicaron que ni Campbell ni Costello tenían conocimiento del asesinato.

### Sin progeso
En abril de 1946, 370 sospechosos habían sido interrogados y liberados. Para entonces, la prensa ya estaba adoptando un tono crítico hacia la investigación de la policía por el asesinato de Degnan.

#### Otra confesión
Richard Russell Thomas era un enfermero que vivía en Phoenix, Arizona y se había mudado de Chicago. Para el momento de la investigación, fue encarcelado en Phoenix por acosar a una de sus hijas, aunque había estado en Chicago cuando se cometió el asesinato de Degnan. Un experto en escritura del Departamento de Policía de Phoenix informó a las autoridades de Chicago de las "grandes similitudes" entre la escritura de Thomas y la de la nota de rescate de Degnan, acotando que muchas de las frases que Thomas había utilizado en la nota de extorsión eran similares. También se acotó que su formación médica se ajustaba a los criteros del perfil de la policía. Aunque Thomas vivía en el lado sur de Chicago, frecuentaba un estacionamiento justo frente a la calle donde fueron hallados los brazos de Degnan. Durante el interrogatorio con la policía de Chicago, Thomas admitió haber asesinado a Degnan. Sin embargo, las autoridades estaban intrigadas por un nuevo y prometedor sospechoso se presentó en un diario el mismo día que sucedió la situación con Thomas. Un estudiante universitario fue capturado huyendo de una escena de invasión, apuntó una arma a la policía y para escapar intentó matar a un oficial que lo perseguía. Para ese momento, Thomas se había retractado de su confesión, pero la prensa no lo notó a la luz de la nueva pista.

## Arresto e interrogatorio de Heirens
El 26 de junio de 1946, William Heirens, de 17 años de edad, fue arrestado por intento de invasión. Según Heirens, estuvo a punto de perder la consciencia durante ell interrogatorio y fue interpelado sin descanso durante seis días consecutivos, golpeado y sin comida. No le fue permitido ver a sus padres por cuatro días. También se le impidió la necesidad de hablar con un abogado esos seis días.
Dos psiquiatras administraron a Heirens pentotal sódico sin una orden judicial y sin el consentimiento de Heirens o sus padres y lo interrogaron por tres horas. Bajo la influencia de la droga, afirman las autoridades, Heirens habló de una personalidad alternativa llamada George, quien de hecho había sometido los asesinatos. Heirens afirmó que recordaba muy poco del interrogatorio inducido por drogas y que cuando la policía preguntó el apellido de George, él dijo que no podía recordarlo, pero que era "como un murmullo". La policía tradujo esto a "Murman" y los medios luego lo dramatizaron en "Murder Man" (Hombre Asesino). Lo que realmente dijo Heirens sigue en disputa, ya que la transcripción original desapareció. En 1952, uno de los médicos reveló que Heirens nunca se había autoimplicado en los crímenes.
En su quinto día bajo custodia, a Heirens se le practicó una punción lumbar sin anestesia. Momentos más tarde, Heirens fue llevado a la estación de policía para una prueba de polígrafo. La policía intentó administrar la prueba, pero fue pospuesta para varios días después ya que Heirens se encontraba muy adolorido para cooperar. Cuando se le administró la prueba, las autoridades anunciaron que los resultados no fueron concluyentes. El 2 de julio de 1946, Heirens fue transferido a la prisión del Condado Cook, donde fue llevado a enfermería para su recuperación.

## Primera confesión de Heirens
Luego del interrogatorio con pentotal sódico, pero antes de la prueba de polígrafo, Heirens habló con el capitán de policía Michael Ahern. Con el fiscal William Tuohy y un taquígrafo a la mano, Heirens ofreció una confesión indirecta, confirmando que sus afirmaciones bajo los efectos del pentotal sódico eran de su alter ego George Murman, quien pudiera ser responsable de los crímenes, y que George (segundo nombre de Heirens y nombre de pila de su padre) le había dado el botín para esconderlo en su dormitorio. La policía buscó indicios de George, interrogando a los amigos de Heirens, familiares y allegados, pero no tuvieron éxito.
A Heirens se le atribuye haber dicho bajo la influencia de sustancias que conoció a George a los 13 años de edad. También se reportó que había afirmado que George lo enviaba a merodear por las noches, que robaba por placer, que "mataba como una cobra" cuando era acorralado y que le contaba sus secretos a Heirens. Heirens presuntamente afirmaba que él asumía la culpa en nombre de George, primero por hurto, luego por asalto y ahora por asesinato. Los psicólogos explicaron que, de la misma forma que los niños creaban amigos imaginarios, Heirens inventó esta personalidad para mantener separados sus sentimientos y acciones antisociales de la persona que pudiera ser un "hijo y estudiante promedio, va a citas con chicas y asiste a la iglesia."
Las autoridades eran escépticas con las afirmaciones de Heirens y sospechaban que estaba labrando el terreno para su defensa por incapacidad mental, pero las confesiones se difundieron de forma pública con la prensa transformando "Murman" en "Murder Man" (Asesino).

## Evidencia física
Mientras que analistas en grafología no vincularon la escritura de Heirens al mensaje que había sido escrito con labial en el asesinato de Frances Brown, la policía afirmaba que sus huellas dactilares coincidían con una descubierta en la escena del crimen. Primero fue descrita como una "mancha sangrienta" en la manilla de la puerta. Más adelante, una huella del meñique izquierdo presuntamente también conectaba en nueve puntos de comparación a Heirens con la nota de rescate. Esos nueve puntos de comparación de Heirens eran espirales, lo que también podía coincidir con el 65% de la población. Para ese entonces, quienes apoyaban a Heirens alertaban que el manual del FBI requería 12 puntos de comparación en lo que respecta a huellas dactilares para arrojar una identificación positiva.
El 30 de junio de 1946, el capitán de la policía Emmett Evans dijo a la prensa que Heirens había quedado libre de sospecha del asesinato de Brown, ya que la huella dactilar en el apartamento no era suya. Doce días después, el jefe de detectives Walter Storms presumió que la "mancha sangrienta" en la manilla fue dejada por Heirens.

## Objetos robados
Los allanamientos de la policía, sin orden judicial, a la residencia de Heirens y al dormitorio universitario encontraron otros objetos que ganaron publicidad, como un libro de recortes con fotografías de oficiales Nazi que fue robado cuando Heirens invadió una residencia la noche que Suzanne Degnan fue asesinada. Harry Gold, dueño del libro, vivía en las proximidades de la casa de los Degnans.
También en posesión de Heirens había una copia robada del libro Psychopathia Sexualis (1886), famoso estudio de Richard von Krafft-Ebing sobre las desviaciones sexuales. La policía también descubrió un equipo médico robado, pero afirmó que los instrumentos médicos no pudieron ser vinculados a los asesinatos. No había rastros de material biológico como sangre, piel o cabello en las herramientas y no se encontró material biológico de las víctimas en el propio Heirens himself o en alguna de sus prendas de ropa. Los instrumentos médicos fueron considerados muy delicados y pequeños para haber sido utilizados en la disección. Heirens había usado el equipo médico para alterar bonos de guerra que había robado.
Un revólver Colt Police Positive, que fue robado de una casa el 3 de diciembre de 1945, se halló en posesión de Heirens. Dos noches antes del robo, una mujer había sido atacaba a través de la ventana de su apartamento. La policía utilizó análisis balístico para vincular la bala con el arma.

## Testigo
Un testigo contó a la policía que había visto una silueta caminando hacia la casa de los Degnans con una bolsa de compras. El testigo describió a un hombre de 1,80 m. de estatura, 77 kilos, unos 35 años de edad y vistiendo un sombrero de color claro y un sobretodo oscuro, pero no pudo describir el rostro de la persona. El testigo no pudo identificar a Heirens en una fotografía como el hombre que había visto, pero unos días después, identificó a Heirens en persona durante una audiencia judicial. Antes del juicio, las inconsistencias en la declaración original del testigo había llevado a muchos a desestimar la evidencia. El testigo dijo a la policía que la oscuridad le impidió ver el rostro de la persona, pero en la corte testificó que había visto a Heirens caminar de frente a las luces de un auto.

## Segunda confesión
Los abogados defensores de Heirens creían que él era culpable y su objetivo era principalmente evitar que Heirens fuera sentenciado a ser ejecutado en la silla eléctrica. El fiscal William Tuohy no estaba seguro que pudiera ganar una condena. Más adelante declaró:
La escasa probabilidad de éxito en una condena por asesinato para William Heirens impulsó desde el principio a la Fiscalía a buscar y conseguir la colaboración de los abogados defensores y, a través de ellos, la de su cliente. Todo lo que tenía la Fiscalía sobre el caso Degnan era una huella dactilar parcial en la nota de rescate. ...y fue en este punto de la investigación que la defensa avanzó hacia la cooperación con mi despacho.
Los abogados de Heirens lo presionaron para aceptar el acuerdo del fiscal Tuohy. Dicho acuerdo estipulaba que Heirens pagaría una sentencia de cadena perpetua si confesaba los asesinatos de Josephine Ross, Frances Brown y Suzanne Degnan. Con ayuda de sus abogados, Heirens comenzó a redactar una confesión, usando como guía un artículo del Chicago Tribune:
Resultó que el artículo del Tribune fue muy útil, ya que me facilitó muchos detalles que yoo no sabía. Mis abogados rara vez cambiaban algo por completo, pero pude notar por sus expresiones que yo había cometido un error. O ellos dirían, 'A ver Bill, ¿eso realmente pasó así?' Entonces yo cambiaba mi historia porque, obviamente, contradecía lo que se sabía (en el Tribune).
Tanto Heirens como sus padres firmaron una confesión. Las partes acordaron el 30 de julio como el día que Heirens entregaría su confesión oficial. Ese día, los reporteros se congregaron en el despacho de Tuohy para hacer preguntas a Heirens y Tuohy ofreció un discurso. Heirens parecía desconcertado y ofrecía respuestas evasivas a las preguntas de los reporteros, culpando a Tuohy años después:
Fue el propio Tuohy. Después de reunir a todos los funcionarios, incluyendo fiscales y policías, inició un preámbulo sobre cuánto tiempo habían esperado todos por mi confesión, pero que, finalmente, la verdad sería revelada. Seguía enfatizando la palabra 'verdad' y le pregunté si de verdad quería la verdad. Me aseguró que sí era lo que quería... Entonces Tuohy hizo todo un alboroto para escuchar la verdad. Fue entonces cuando fui obligado a mentir para salvarme. Eso me enfureció... entonces conté la verdad y todos se molestaron.
Tuohy desestimó la sentencia acordada de cadena perpetua con algunos cargos menores, la cambió a tres cadenas perpetuas consecutivas y amenazó a Heirens con la pena de muerte si era hallado culpable en el juicio. Tuohy también amenazó con acusar a Heirens del asesinato de Estelle Carey, aunque para el momento Heirens haya estado en el internado. El abogado de Heirens estaba molesto con él por incumplir el acuerdo judicial, impulsando el titular en el Chicago Tribune "El silencioso Heirens enfrenta juicio—El asesino desprecia el pedido de la madre para confesar". Tuohy anunció que juzgaría a Heirens por las muertes de Degnan y Brown.
Heirens aceptó un nuevo acuerdo judicial. La alocución pública se realizó nuevamente en el despacho de Tuohy, donde Heirens habló y respondió preguntas, incluso recreando parte de los asesinatos que ya había confesado. El capitán de la policía Michael Ahern creía que Heirens era culpable cuando escuchó lo familiarizado que estaba Heirens con el apartamento de Brown.
Heirens dijo luego: "Confesé para salvar mi vida."

## Cuchillo
En su confesión, Heirens admitió que había desechado el cuchillo de caza utilizado para desmembrar a Suzanne Degnan desde un tren en las vías elevadas cerca de la escena del crimen. Sin embargo, la policía nunca buscó en las vías. Reporteros descubrieron que unos trabajadores habían encontrado el cuchillo en las vías, que guardaron en el depósito de la estación Granville. Los reporteros determinaron que el cuchillo pertenecía a Guy Rodrick, dueño del arma Colt Police Positive .22 hallada en posesión de Heirens. El 31 de julio, Rodrick identificó el cuchillo como propio.

## Admisión de culpabilidad
El 7 de agosto de 1946, Heirens asumió la responsabilidad de los tres asesinatos. En público y frente a la prensa, la fiscalía lo instó a recrear el crimen contra Degnan. El 4 de septiembre, con la asistencia de Heirens y familiares de las víctimas, Heirens admitió su culpabilidad a los cargos de robo y asesinato. Esa noche, Heirens intentó colgarse en su celda, coincidiendo con un cambio de guardia de los oficiales de seguridad. Fue encontrado antes de morir. Más tarde comentó que la desesperación lo llevó al intento de suicidio:
Todos creyeron que yo era culpable... Si estuviera muerto, sentí que podía evitar ser juzgado como culpable ante la ley y así lograr una victoria. Pero tampoco tuve éxito en eso. ...antes de entrar a la corte, mi abogado me aconsejó emitir una admisión de culpabilidad y mantener mi boca cerrada luego de eso. Ni siquiera tuve un juicio.
El 5 de septiembre, luego que más evidencia se agregara al registro y la fiscalía y la defensa realizaron sus exposiciones finales, el juez sentenció a Heirens a tres cadenas perpetuas. Mientras Heirens esperaba ser transferido a la prisión Stateville desde la cárcel del Condado Cook, el alguacil Michael Mulcahy preguntó a Heirens si Suzanne Degnan había sufrido cuando fue asesinada. Heirens respondió:
No le puedo decir si sufrió, alguacil Mulcahy. Yo no la maté. Dígale al sr. Degnan que por favor cuide a su otra hija, porque quien haya asesinado a Suzanne aún está libre.

## Afirmaciones de inocencia
A días de su confesión a juicio abierto, Heirens negó cualquier responsabilidad en los asesinatos. Mary Jane Blanchard, hija de la víctima Josephine Ross, estuvo entre las primeras en creerle, diciendo:
No puedo creer que ese joven Heirens asesinara a mi madre. Simplemente no encaja en la imagen del asesinato de mi madre... He observado todo lo que robó Heirens y entre las cosas no habían objetos de mi madre.

### Interrogatorio con pentotal sódico
Heirens fue sometido a interrogatorio bajo la influencia de pentotal sódico, conocido popularmente como "suero de la verdad." Esta droga fue administrada por los psiquiatras Haines y Roy Grinker. Bajo sus efectos él presuntamente admitió que una segunda persona llamada George Murman fue quien cometió los asesinatos.
Esta forma de interrogatorio, que fue realizado sin una orden judicial y administrado sin el consentimiento de Heirens o de sus padres, es tomada por muchos científicos de hoy como carente de valor para la obtención de la verdad, debido a la gran sugestión de los sujetos bajo la influencia de esas sustancias. En la década de 1950, ya la mayoría de científicos consideraban inválida la noción del suero de la verdad y muchos tribunales consideraban inadmisibles los testimonios obtenidos con su uso. Sin embargo, cuando Heirens fue arrestado en 1946, la creciente opinión científica contra el "suero de la verdad" no se había filtrado hasta los tribunales y los departamentos de policía.
Durante la petición poscondena de Heirens en 1952, Tuohy admitió bajo juramento que no solo sabía sobre el procedimiento con pentotal sódico, sino que él lo habían autorizado y pagado a Grinker $1,000. Ese mismo año, Grinker reveló que Heirens nunca se implicó a sí mismo en los asesinatos.

### Prueba de polígrafo
En 1946, luego que Heirens se sometió a dos pruebas de polígrafo, Tuohy declaró los resultados como no concluyentes. Sin embargo, John E. Reid y Fred E. Inbau publicaron los resultados de las pruebas en su libro de 1953, Detección de mentira e interrogación criminal, que parece contradecir esa aseveración. Según el libro, las pruebas no fueron concluyentes, estableciendo, "El sospechoso de asesinato William Heirens fue interrogado sobre el asesinato y desmembamiento de Suzanne Degnan de seis años de edad... En base a la teoría convencional de las pruebas, sus respuestas en la tarjeta lo establece claramente como alguien inocente".

### Evidencia escrita
Durante la investigación del asesinato de Degnan, el Departamento de Policía de Chicago contactó al artista del Chicago Daily News, Frank San Hamel para examinar la fotografía de la nota de rescate. Tres días después del asesinato, Hamel dijo a la policía y al público que había encontrado "escritura con espaciados ocultos" (marcas de escritura de una nota escrita sobre otra hoja de papel, dejando marcas invisibles). Ante estas noticias, Storms rompió la cadena de custodia y facilitó a Hamel la nota original para que la examinara directamente. Ya que esta acción rompió la cadena de custodia, la nota fue considerada inútil en la corte sin importar el resultado. Luego que Heirens fuera arrestado por el asesinato de Degnan, Hamel reportó que esto lo implicaba. El FBI ya había publicado un reporte el 22 de marzo de 1946, que examinaron la nota y declararon que no había ninguna escritura con espaciados y las afirmaciones de Hamel "[...] indicaban falta de conocimiento de su parte o un intento deliberado de engaño".
La propia escritura de la nota aparentemente ha sido desacreditada. La mayoría de los expertos en escritura, tanto vinculados a la policía de Chicago como independientes para el momento de la investigación original, creían que Heirens no tenía conexión con la nota ni con los garabatos en la pared. Charles Wilson, quien era director del Laboratorio de Detección Criminal de Chicago, declaró que los ejemplares conocidos de la escritura de Heirens, obtenidos de notas universitarias suyas, concordaba con los expertos del Departamento de Policía que no encontraban ninguna conexión entre Heirens, la nota y el mensaje en la pared. El experto independiente en escritura George W. Schwartz fue contactado para que emitiera una opinión. Él estableció tajantemente que "Las características individuales en ambas escrituras no comparten ningún aspecto."
Un tercer experto en escritura, Herbert J. Walter, cuyas credenciales incluyen haber trabajado en el secuestro del bebé Lindbergh en 1932, fue contactado. Luego de examinar los documentos escritos por Heirens, Walter declaró que Heirens escribió la nota de rescate y los garabatos con labial en la pared e intentó modificar su escritura. Sin embargo, esta fue una contradicción directa a lo que él mismo dijo meses antes, cuando afirmó que dudaba que las dos notas fueran hechas por la misma persona. Se le citó cuando dijo que habían "algunas similitudes superficiales y muchísimas grandes diferencias".
En 1996, el analista en escritura del FBI David Grimes declaró que la escritura conocida de Heirens no concordaba con la nota de rescate de Degnan o el infame "mensaje en labial", confirmando los dos primeros resultados de la investigación original en 1946 y con la opinión original de Herbert J. Walter en enero de 1946. Además, la escritura de las dos notas no era parecida.

### Huellas como evidencia
Entre la evidencia que sugiere la culpabilidad de Heirens está la huella en la nota de rescate de Degnan y la encontrada en la manilla de la puerta del baño de Frances Brown. Sin embargo, surgieron sospechas sobre la veracidad de las huellas en la manilla encontradas en la escena del crimen de Brown, incluyendo cargos de que la policía plantó la huella ya que presuntamente lucía como una huella enrollada, del tipo que se encontraría en una tarjeta de registro de huellas. A ambos tipos de huella se les cuestionaba seriamente su veracidad, cobro de buena fe y posible contaminación; incluyendo la posibilidad de haber sido plantada.

#### Huellas en la nota de rescate
Alrededor del 26 de junio de 1946, el fiscal estatal Tuohy anunció que "ya no cabe duda" de la culpabilidad de Heirens luego que las autoridades vincularan sus huellas a las dejadas en la nota de rescate. Fue esta afirmación, no cuestionada por la defensa de Heirens en la sentencia, la que le llevó a confesar los asesinatos por los que fue condenado. En una petición de indulto de 2002, sin embargo, sus abogados cuestionaron la veracidad de esas huellas en la nota de rescate debido al momento de los descubrimientos de las huellas en la nota, la ruptura de la cadena de evidencia y el manejo de esta por funcionarios y civiles inexpertos.
La nota de rescate Degnan primero fue examinada por el Laboratorio de Detección Criminal de Chicago, pero no pudieron encontrar ninguna huella útil en la nota. El capitán Timothy O'Connor llevó la nota al laboratorio criminal del FBI en Washington, D.C. el 18 de enero de 1946, con la idea de utilizar la tecnología más sofisticada del FBI para encontrar cualquier huella latente. El FBI sometió la nota al método avanzado con vapores de yodo para conseguir huellas latentes. El procedimiento es similar en ejecución al actual vapor de "súper pegamento" en el que se caliente cianoacrilato hasta vaporizarlo. Este vapor se adhiere a los aceites de la piel on en las crestas de fricción de una huella latente. El antiguo método de la ninhidrina, que era un líquido que se atomizaba sobre el papel para detectar huellas latentes, es similar. El FBI fue capaz de obtener dos huellas que fotografiaron inmediatamente porque, a diferencia del moderno policianoacrilato, las huellas develadas por el vapor de yodo se desvanecían rápidamente. El capitán O'Connor luego testificó en la audiencia de sentencia de Heirens que él solo vio dos huellas en el frente de la nota y no mencionó la existencia de alguna en la parte trasera.
A su regreso a Chicago, O'Connor entregó las fotografías de las huellas reveladas en la nota al sargento Thomas Laffey, el experto en huellas dactilares del Departamento de Policía de Chicago. Luego examinarlas declaró a la prensa que era "...tan incompletas que es imposible clasificarlas". A pesar de revisar estas huellas "incompletas" con todos los arrestados entre enero y el 29 de junio de 1946, fue incapaz de encontrar una coincidencia, aunque William Heirens fue previamente arrestado y registrado el 1 de mayo de 1946 con cargos de posesión de armas. Heirens fue arrestado por allanamiento el 26 de junio de 1946; tres días después el sargento Laffey anunció una coincidencia de nueves puntos de comparación entre la huella del meñique izquierdo de Heirens y una de las huellas encontradas. Después se anunció una coincidencia entre Heirens y la segunda huella. En una conferencia de prensa, el fiscal estatal Tuohy declaró que "[...] ya no cabía duda" de la culpabilidad del sospechoso, pero también afirmó incongruentemente que de hecho no tenían suficiente evidencia para acusar a Heirens.
Meses después que el FBI regresó la nota y su fotografía a la policía de Chicago, esta última anunció que Laffey había descubierto la huella de la palma de la mano en el reverso de la nota, coincidiendo también con la de Heirens en diez puntos de comparación. No se hallaron otras huellas en la nota, provocando que el Jefe de policía Walter Storm dijera: "Esto demuestra que Heirens fue la única persona que manipular la nota."
Esta declaración es sospechosa para muchos:
- La policía de Chicago no pudo en primera instancia conseguir huellas, por ello la necesidad de enviar la nota al FBI para su estudio, indicando que fueron incapaces de encontrarlas por sí mismos.
- El capitán O'Connor solo mencionó las huellas en el anverso de la nota y ninguna en el reverso. Más adelante, habiendo fotografiado ambos lados de la nota luego de la prueba de vapor del FBI, una tercera huella en el reverso hubiera sido obvia en la propia nota y para el momento de su fotografía. Sin embargo, a pesar de haber realizado la prueba mediados de enero, esta tercera huella no fue encontrada sino hasta principios de julio, seis meses después y aproximadamente dos semanas después que Heirens fue arrestado, incluso con Laffey trabajando en el caso Degnan casi exclusivamente durante seis meses.
- La nota original fue entregada al reportero del Chicago Daily News Frank San Hamel en enero (luego del estudio del FBI) para examinarla y encontrar "escritura de espaciado oculto" que Heirens presuntamente dejó. Esto rompió la cadena de custodia, haciendo de la nota una evidencia inadmisible en el tribunal. Adicionalmente, una serie de personas, incluyendo Hamel, habían comprometido la integridad de cualquier huella en la nota al dejar más huellas en ella, oscureciendo y corrompiendo las huellas del culpable.

De hecho, incluso antes que el laboratorio criminal de la policía tuviera oportunidad de examinar la nota, Charles Wilson, jefe del Laboratorio de Detección Criminal de Chicago, afirmó "Cuando obtuvimos la nota Degnan ya otras personas la habían fotografiado y manipulado". En esa misma línea, el 22 de marzo de 1946, un reporte del FBI acotaba "[...] es evidente que la nota ha sido manipulada considerablemente."
Estas declaraciones contradicen directamente la aseveración del jefe Walter Storm que nadie más que Heirens manipuló la nota.
Más adelante, Laffey testificó durante la audiencia de sentencia del 5 de septiembre de 1946 que una huella dactilar más en el reverso de la nota fue vinculada a Heirens en diez puntos de comparación. También aumentó los puntos de comparación de la huella de la palma de Heirens de diez al promedio del FBI, que es 12.
En cuanto a las huellas del frente de la nota que fueron descubiertas por el FBI en enero de 1946, Laffey solo identificó una y no dijo que perteneciera a Heirens cuando testificó en la audiencia. Solamente las huellas no encontradas por el FBI y presuntamente encontradas luego del arresto de Heirens fueron mencionadas en esa audiencia y no. las dos huellas frontales que supuestamente era prueba "irrefutable" de la culpabilidad de Heirens. Apenas si fueron mencionadas o vinculadas a Heirens, en la audiencia en la que los testigos debían declarar bajo juramento.
Es un indicativo mayor de lo que pudo ser llamado defensa ineficiente de los abogados de Heirens, ninguno de estos aspectos fue opuesto en las audiencias y no se hicieron objeciones ni cuestionaron lo referente a la cadena de custodia.

#### Huella en la manilla
Una huella "sangrienta y manchada" de la articulación final y media de un dedo fue encontrada en la manilla de un puerta entre el baño y la habitación del apartamento de Frances Brown. Se tomó una fotografía de la huella, pero no se encontró coincidencia en registro alguno. Luego del arresto de Heirens el 26 de junio, sus huellas fueron comparadas con la nota Degnan. Cuando Laffey anunció una coincidencia en las huellas Heirens y las de la nota Degnan, se había hecho un intento de igualarlas a la huella en la manilla. No fue exitosa y la policía lo declaró libre del asesinato de Brown porque la huella en la escena del crimen no era suya. Sin embargo, doce días después, se afirmó que las huellas de Heirens coincidían en 22 puntos de comparación, muy por encima del promedio del FBI.
En la sentencia de Heirens, Laffey testificó que la articulación final de la huella sangrienta tenía ocho puntos de comparación con la de Heirens y la articulación media tenía seis. La articulación media no alcanzaba el promedio personal de Laffey, de siete u ocho puntos, para dar una coincidencia de identificación .
Otra fuente de contención era que la huella dactilar en la escena del crimen de Brown tenía la apariencia de las rotativas, la cual se obtiene llenando de tinta los dedos de la persona y rotándolos sobre una tarjeta, y no como una huella sangrienta, manchada e ilegible como se reportó originalmente. Tradicionalmente, luego que la punta del dedo se cubre de tinta ya sea presionando los dedos de la persona sobre una almohadilla o pasando un rodillo sobre los mismos, el dedo se ubica sobre el borde de una tarjeta. Al rotar el dedo de un borde al otro se produce una huella grande y clara.
Los abogados de Heirens no cuestionaron la veracidad de las huellas.

### Confesión
Veintinueve inconsistencias han sido encontradas entre su confesión y los hechos confirmados sobre el crimen. Desde entones se ha ido entendiendo que la naturaleza de estas inconsistencias es un claro indicador de confesiones falsas. Algunos detalles sí parecen coincidir, como la teoría policial que Suzanne Degnan fue desmembrada con un cuchillo de caza y Heirens confesó haber lanzado un cuchillo de caza a una sección del metro de Chicago, puente "El" cerca de la residencia Degnan. Sin embargo, nunca se determinó de forma científica que al menos era la herramienta de desmembramiento y Heirens tenía una explicación alterna para esto. Además, no fue recuperado inicialmente por la policía sino por miembros de la prensa, quienes lo recibieron del equipo de mantenimiento de las vías que lo encontró.

### Sospechosos alternativos
Después del asesinato de Degnan, pero antes que Heirens fuera un sospechoso, la policía de Chicago interrogó a Richard Russell Thomas, de 42 años, un vagabundo de paso por la ciudad de Chicago para el momento del asesinato de Degnan, hallado en la prisión del condado de Maricopa en Phoenix, Arizona. El experto en escritura de la policía Charles B. Arnold, director del área de falsificación de la policía de Phoenix en la ciudad natal de Thomas, notó similitudes entre la escritura en la nota de rescate de Degnan y la letra de Thomas cuando este escribió con su mano izquierda, y sugirió que la policía de Chicago que investigara a Thomas.
Al ser interrogado, Thomas confesó el crimen, pero quedó en libertad luego que Heirens pasara a ser el sospechoso principal. Otros sostienen que Thomas era un fuerte sospechoso por lo siguiente:
- Thomas había sido previamente condenado por intento de extorsión –con una nota de rescate que amenazaba con el secuestro de una niña.
- Como se mencionó previamente, los expertos en escritura de la época determinaron que la nota de rescate de Thomas, de su condena anterior por extorsión, guardaba similitudes, tanto en el estilo referente a las palabras y en la propia forma y estructura en la forma de las letras, con la nota de rescate de Degnan.
- Thomas estaba en Chicago para el momento del asesinato de Degnan.
- Para el momento de confesar el crimen contra Degnan, estaba esperando sentencia por abusar de su hija.[42]
- Thomas tenía historial de violencia, incluyendo violencia doméstica.
- Thomas era un enfermero conocido por hacerse pasar por cirujano. A menudo se jactó con sus amigos de que él era médico y se sabía que robaba implementos quirúrgicos. La policía de Chicago ya había desarrollado un perfil del asesino de Degnan que tenía habilidades quirúrgicas o era un carnicero.
- Frecuentaba un concesionario de autos cerca de la residencia Degnan. Partes del cuerpo de Suzanne Degnan se hallaron en la alcantarilla al otro lado de la calle del concesionario.
- Al igual que Heirens, era conocido por irrumpir para robar.
- Había confesado libremente el asesinato de Degnan, aunque luego se retractó.

Los detectives de Chicago desecharon las afirmaciones de Thomas luego que Heirens pasara a ser el sospechoso principal. Thomas falleció en 1974 en una prisión de Arizona. Su registro en prisión y la mayor parte de la evidencia de su interrogatorio respecto a los asesinatos en Chicago han sido perdidos o destruidos.
George Hodel también es un sospechoso prominente, de acuerdo a los hallazgos de su hijo y ex oficial del LAPD Steve Hodel, quien ha intentado vincularlo al crimen de la Dalia Negra y a los crímenes de Zodiac.

## Secuelas
Poco después que Heirens fue arrestado, sus padres y su hermano menor cambiaron su apellido a "Hill." Sus padres se divorciaron luego de su condena.
Heirens primero fue llevado a la prisión Stateville en Joliet, Illinois. Aprendió algunas habilidades, incluyendo electrónica y raparación de televisores y radios y en algún momento tuvo su tienda de reparaciones. Antes que la educación universitaria estuviera disponible para los prisioneros, Heirens, el 6 de febrero de 1972, fue el primer prisionero en la historia de Illinois en obtener un título universitario como Bachiller universitario en Letras, luego ganó 250 créditos académicos para el financiamiento con sus ahorros del costo de cursos por correspondencia con 20 diferentes universidades. Aprobó cursos tan variados como idiomas, geometría analítica, procesamiento de datos y sastrería, las autoridades le prohibieron tomar cursos de física, química y navegación aérea. Gerenció la fábrica textil de Stateville por cinco años, supervisando a 350 prisioneros, y luego de ser trasladado al Centro Correccional Vienna, él preparó el programa educativo completo. Asistió en el progreso educativo de otros prisioneros al ayudarlos a obtener sus diplomas en Desarrollo de Educación General (GED) y volverse el "abogado de la cárcel", ayudándolos con sus apelaciones.
A Heirens se le otorgó una libertad condicional institucional por el asesinato de Degnan en 1965 y en 1966 fue liberado de ese caso y comenzó su sentencia de segunda cadena perpetua. Aunque no fue liberado, las políticas de libertad condicional de la época significaba que se le consideraba rehabilitado por las autoridades de la prisión y que el caso Degnan ya no podía ser usado legalmente como razón para negarle libertad condicional. En base a las regulaciones de 1946, Heirens debió haber sido liberado del asesinato de Brown en 1975 y de los demás cargos en 1983. Sin embargo, en 1973 el enfoque pasó de rehabilitación a castigo y disuasión, lo que impidió la liberación de Heirens.
En 1983, el Tribunal de Apelaciones del Séptimo Distrito de los Estados Unidos dictaminó que era inconstitucional negar la libertad condicional por disuasión para prisioneros convictos antes de 1973. El magistrado Gerald Cohn ordenó a Illinois liberar a Heirens inmediatamente. El hermano y hermana de Suzanne Degnan salieron al público, solicitando a las autoridades que apelaran la medida. El fiscal general Neil Hartigan afirmó "Solo Dios y Heirens saben a cuántas otras mujeres asesinó. Ahora un bonachón de gran corazón decide que Heirens está rehabilitado debería estar libre... me aseguraré que ese animal asesino se quede donde está", un sentimiento apoyado por los medios. El Senado de Illinois aprobó una resolución que mientras "el asesino confeso de Suzanne Degnan, una niña de 6 años que estranguló en 1946... es de la opinión de la cámara que la liberación de William Heirens en este momento iría en detrimento de los mejores intereses de la ciudadanía del estado". Con el apoyo de políticos prominentes, el dictamen de 1983 fue entonces revertido.
En 1975, fue transferido al Centro Correccional Vienna de mínima seguridad, en Vienna, Illinois, y luego en 1998, por solicitud propia,  al Centro Correccional Dixon, prisión de mínima seguridad en Dixon, Illinois. Residió en el pabellón del hospital. Padeció de diabetes, lo que inflamaba sus piernas y limitaba su vista, obligándolo a usar una silla de ruedas. Continuó con sus esfuerzos para conseguir un indulto.

## Petición de indulto
En 2002, Lawrence C. Marshall y otros, introdujeron una petición en favor de Heirens solicitando un indulto. La petición fue denegada.
El ex oficial de policía de Los Angeles, Steve Hodel, quien había pasado 25 años en la institución, conoció a Heirens en 2003 cuando estaba investigando los asesinatos. Estaba convencido que Heirens era inocente de esos crímenes. "Me sentí obligado a redactar la apelación al Despacho de Revisión de Prisioneros de Illinois estableciendo mi creencia profesional de que Heirens es inocente."
La audiencia de libertad condicional más reciente de Heirens fue realizada el 26 de julio de 2007. La decisión del Despacho de Revisión de Prisioneros de Illinois votó contra la petición en 14-0, fue anunciada por el miembro del Despacho Thomas Johnson, quien afirmó que "Dios te perdonará, pero el Estado no". Sin embargo, la junta de libertad condicional también decidió revisar la solicitud una vez al año a partir de entonces.

## Muerte
Luego de ser trasladado al Centro Médico de la Universidad de Illinois, el 26 de febrero de 2012, debido a complicaciones con la diabetes, Heirens murió el 5 de marzo de 2012, a la edad de 83 años.